# Take Me to the River
Take Me to the River est une chanson du chanteur américain Al Green incluse dans son album Al Green Explores Your Mind sorti sous le label Hi Records en novembre 1974.
Elle n'a pas été publiée en single.
En 2004, Rolling Stone a classé cette chanson, dans la version originale d'Al Green, 117e sur la liste des « 500 plus grandes chansons de tous les temps ». (En 2010, le magazine rock américain a mis à jour sa liste, maintenant la chanson est aussi 117e.)

## Composition
La chanson a été écrite par Al Green et Mabon (Teenie) Hodges. L'enregistrement d'Al Green a été produit par Willie Mitchell.

## Version des Talking Heads
Les Talking Heads ont repris cette chanson sur leur album More Songs About Buildings and Food sorti en 1978 et l'ont joué quasi-systématiquement en morceau de clôture de leurs concerts des années durant. Leur version a également été publiée en single, alors des versions live sont incluses dans Stop Making sense et The name of this band is Talking Heads.